# 冈本太郎纪念馆

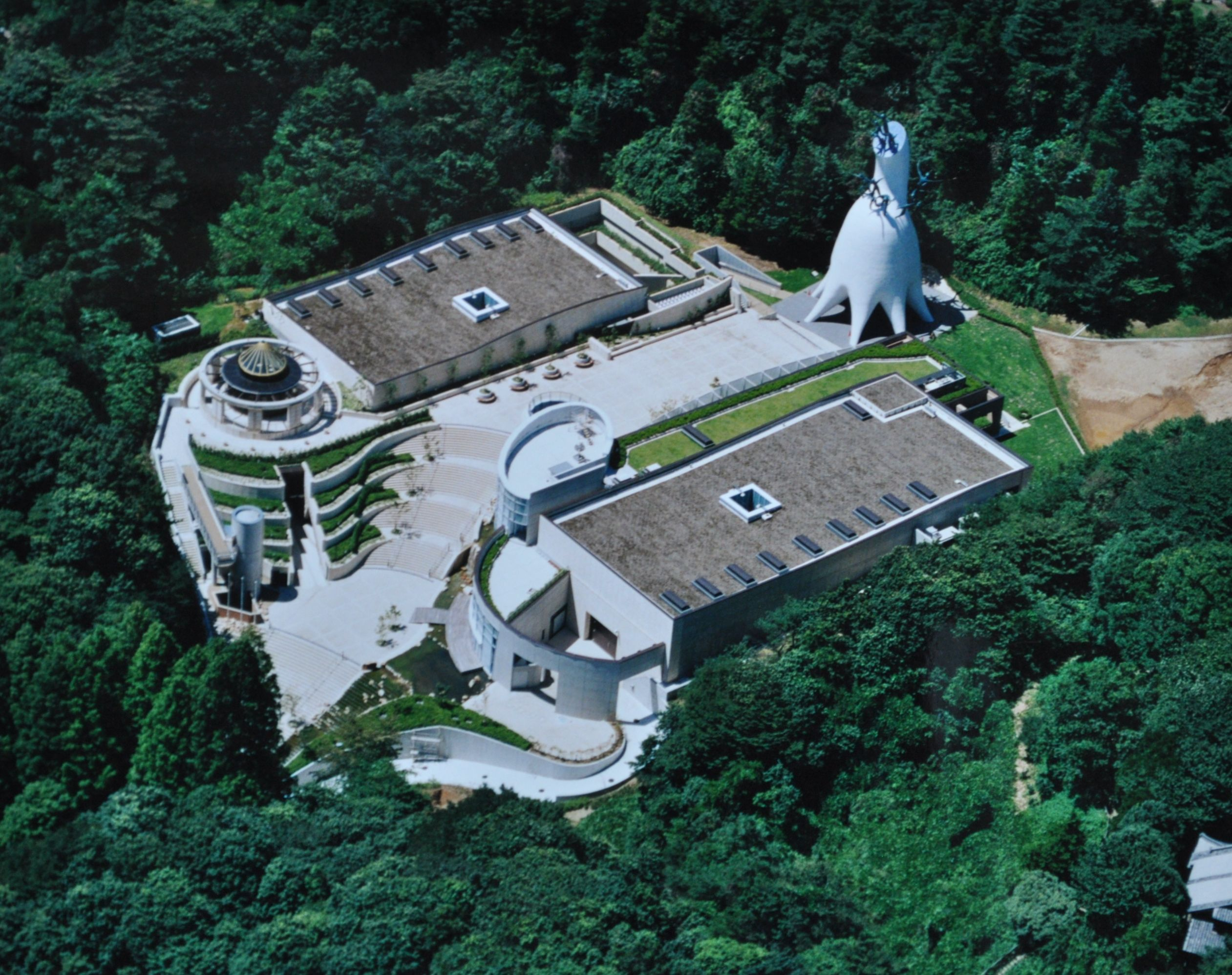
川崎市冈本太郎美术馆

冈本太郎纪念馆（日语：岡本太郎記念館）是一座位于日本东京都港區南青山的博物馆，為藝術家岡本太郎的故居改建而成。

## 历史
1945年，冈本太郎家毁于東京大轟炸。后搬迁来此，从1953年居住直到1996年去世。后由秘書暨同居伴侶冈本敏子帮忙改建为博物馆，建筑师坂仓准三设计建造，1998年5月建成开馆。

## 营业时间
- 周二至周日：上午十点至下午六点
- 周一闭馆

## 另見
- 川崎市岡本太郎美術館